# Super Final AscensoLPF 2017-2018

La Super Final de la Liga Nacional de Ascenso 2017-18 es el último partido de la temporada 2017 - 2018 del fútbol de segunda división de Panamá. La disputan el equipo campeón del Torneo Apertura y el Torneo Clausura.
El equipo campeón asegura el ascenso a Liga Panameña de Fútbol para la temporada  2017 - 2018.
El partido no fue disputado debido a que el Club Costa del Este FC resultó Campeón en ambos torneos, fue debido a ello que ascendió de manera inmediata a la Liga Panameña de Fútbol.

## Participantes
|  |  | Costa del Este FC |  | Campeón del Torneo Apertura (2017) |
|  |  | Costa del Este FC |  | Campeón del Torneo Clausura (2018) |

## Desarrollo

### Sede
No se eligio una sede en concreto ya que el partido no se realizó.

## Final
- Datos: Q62006233